# すときゃ!
すときゃ！は、Office Stray Cat（オフィス・ストレイキャット）が運営するインターネットラジオ配信サイトである。生放送を主体に映像付の音声番組を1999年（平成11年）12月 - 2007年（平成19年）10月31日まで放送していた。

## 特徴
生放送で配信されている番組は無料で聴取できる。アーカイブは過去1週間にさかのぼっていつでも視聴することができるが、アーカイブの利用には無料ユーザー登録をする必要がある。（以前は生放送もユーザ登録が必要だったがWindows Media Video等の導入により不要となった）
インターネットラジオ局では珍しく時報を使用していることやほとんどの番組が生放送で行っていたり、また期間限定で実験と称しアーカイブの配信を停止したりとインターネットラジオ局というよりはコミュニティ放送に近い。

## 沿革
- 1999年（平成11年）12月に代表の宮崎誠弥が、個人事務所としてOffice Stray Catを設置。2000年（平成12年）3月からサイトを公開。インターネットラジオ放送を開始する。放送開始当初は藤咲かおり、川瀬ゆう子、友永朱音などの声優がパーソナリティを務める。
- 2001年（平成13年）4月頃：ストリーミングサーバを設置した上で生放送を開始。
- 2002年（平成14年）11月：「ポアロのあと何分あるの?」の配信開始。この時期にポアロの伊福部崇がウェブサイトのURIを言う際に「すときゃ.com」と言い始め、「すときゃ」という名称が生まれる。
- 2004年（平成16年）6月：ドカベンアイランドの配信開始。毎週3番組体制となる。
- 2005年（平成17年）3月：株式会社キャビネット内にスタジオを設置。ストリーミングサーバも同社内に移動し、事実上同社の一部機関として機能し始める。
- 同年4月：生放送コンテンツを大幅に増やし、毎日2時間以上の生放送を実施する、収録主体のインターネットラジオ放送局としては異質のサイトとなる。
- 2007年（平成19年）9月 ：キャビネットスタジオを渋谷から秋葉原に移転。また、すときゃ金曜日名物番組さきむラジヲ、こしらIN、完熟フルハラ!等が9月で終わるとともに次々に番組を終了する。
- 同年11月 ：すときゃで配信された一部番組がBBstation・RADIOすときゃ!に移転され、もしくは10月いっぱいで放送を終了し、10月31日をもって、すときゃ!が閉局した。

## 放送された番組
※ 2007年（平成19年）10月31日閉鎖時点。

### 月曜日
- 21:55 あおらじ〜髪の健康百科〜（あおなぎ）… 2004年（平成16年）放送開始。すときゃ!閉局後、あおらじと改め、RADIOすときゃ!を経て、足立FM開局準備会で配信。2013年（平成25年）5月11日？5月18日？配信終了。
- 22:00 ポアロのあと何分あるの?（ポアロ）

### 火曜日
- 21:00 BooNoの「た〜めりっくあわ〜」（BooNo）

### 水曜日
- 21:00 Marvel AGE（マーベルエール）
- 22:00 大人バカ。（バッキンガム竹田・小池雅也）
- 23:00 西口プロレスのニュースの林（杉田セリフなど西口プロレスの面々）

### 木曜日
- 21:00 情報アキハバラエティ はばラジ（今俊郎・二宮圭美）
- 22:00 八木たかおのザ・ニュータイプナイト（八木たかお）

### 金曜日
- 21:55 くまとお散歩（依田しずか(くま船長)）
- 24:55 静電気ラヂオ（片瀬）
  - 2007年（平成19年）9月までは23:55　… すときゃ!閉局後、RADIOすときゃ!で配信している。
- 25:00 あじゃおっス!（山本よーこ）… すときゃ! 閉局後、RADIOすときゃ!での配信を経て足立FM開局準備会へ移転後2010年（平成22年）4月3日終了。
- 25:30 ドカベンアイランド（ミラッキ）（※）

### 土曜日
- 21:00 でんじゃらす★ヘルメット（黒澤あげは・山本よーこ）
- 21:55 パンダリング・ベイ（ふみぱんだ大王）

### 日曜日
- 21:00 前向きってどっち向き?（後藤淳一・酒井祥正）
- 22:00 ロード・オブ・ザ・プレジデント（工藤あずさ）
- 22:55 明日はブルーマンデー（武山“ヘッポコ”優太）

## 終了した番組
- 藤咲かおりの電脳楽園（1998年（平成10年）11月 - 1999年（平成11年）12月）※ すときゃ!開局第 1号番組
- 鮫島令恵奈の「サメカメ学園」（鮫島令恵奈（現:岡田れえな））（2005年（平成17年）6月7日 - 2005年（平成17年）8月30日）
- 週間なほこの ほ（陽なほこ（現:ひなたなほこ））（？ - 2005年（平成17年）8月31日）
- 劇薬バンバン（2005年（平成17年）6月2日 - 2006年（平成18年）3月24日）
- 立川こしらと梶田夕貴の金曜マッカーサー（2005年（平成17年）3月4日 - 2006年（平成18年）2月24日）
- Cure cure（2006年（平成18年）10月13日 - 2007年（平成19年）9月28日）
- こしらIN（2005年（平成17年）3月3日 - 2007年（平成19年）9月28日）
- 完熟フルハラ!（2005年（平成17年）7月8日 - 2007年（平成19年）9月28日）
- さきむラジヲ（2005年（平成17年）3月4日 - 2007年（平成19年）9月28日）
- 今夜はマッカせなさーい（2005年（平成17年）9月24日 - 2007年（平成19年）9月28日） すときゃ!閉鎖後、番組再開。2012年8月3日終了。
- アダチ区民放送局（2005年（平成17年）3月5日 - 2007年（平成19年）9月29日）※ すときゃ!閉鎖後、番組再開。

終了日不明または事実上終了。
- Music Break Time（つきのうさこ）
- Marvel AGE（マーベルエール）
- じゃじゃ馬美希嬢のわがままレストラン（伊藤美希）
- こちらアイドル情報局 ワクワクサワー （金田爽・八代みなせ・青木絵梨花）
- 声龍門 （二宮圭美・沢井なつ美）
- MarvelYell.RADIO 毎週水曜日は「萌えるコミの日」（朝倉榛香（現:あさくらはるか17）・桜川ひめこ・林奈々子・南藍乃・月野ゆか）
- おしえて！美人ディレクター （小谷有紀）

## 閉鎖後、移転した番組一覧

### BBstationに移転した番組
- ポアロのあと何分あるの?（ポアロ）
- BooNoの「た〜めりっくあわ〜」（BooNo）
- 大人バカ。（バッキンガム竹田・小池雅也）
- 西口プロレスのニュースの林（西口プロレスの面々）
- 情報アキハバラエティ はばラジ（今俊郎・二宮圭美）
- 八木たかおのザ・ニュータイプナイト（八木たかお）
- ドカベンアイランド（ミラッキ）

### RADIOすときゃ!に移転した番組
- あおらじ〜髪の健康百科〜（現：あおらじ）（あおなぎ）
- 静電気ラヂオ（片瀬）
- あじゃおっス!（山本よーこ）

### その他の放送局・配信コンテンツに移転した番組
- 今夜はマッカせなさーい（ニコニコ生放送）・（らくだ師匠・ふみぱんだ大王）
- アダチ区民放送局（宮崎誠弥・たに宮穂） ※ 独立したFM放送局開設の準備していたが、2018年白紙化して開局を断念した。（2020年（令和2年）8月9日現在）

## Podcast
すときゃ!では生放送の他にPodcastでの配信も行っていた。内容は放送の抜き取りではなく番組終了後などPodcastのために撮った音源が中心である。以下は配信番組一覧。

### Podcast配信番組一覧

#### 月曜日
- ポアロのあと何分あるの?（毎週更新）

#### 木曜日
- 八木たかおのザ・ニュータイプナイト（毎週更新）

#### 金曜日
- ドカベンアイランド（毎週更新）

### 配信が終了した番組
- 美女木ジャンクションAIFF パーソナリティー:小池雅也・さきむらとしゆき・立川こしら（不定期更新、ポッドキャストオリジナルコンテンツ）
- 今夜はマッカせなさーい（不定期更新）
- 完熟フルハラ!（不定期更新）

## Office Stray Cat
Office Stray Cat（オフィス・ストレイキャット）は日本の任意団体。

### 略歴
- 1999年（平成11年）
  - 11月 - 宮崎誠弥が団体を設立する。
  - 12月 - すときゃ!開設。
- 2005年（平成17年）
  - エフエム浦和で『Urawa Sunday Express』の制作に参加。2008年（平成20年）まで関わる。
- 2007年（平成19年）
  - 10月31日 - すときゃ!閉鎖。
  - 11月頃 - インターネットラジオ配信サイト『RADIOすときゃ!』開設。
- 2009年（平成21年）
  - 7月1日 - RADIOすときゃ!閉鎖。
- 2008年（平成20年）
  - 10月1日 - 足立FM開局準備会を設立、コミュニティ放送の事業に着手する。
- 2017年（平成29年）
  - 1月1日 - インターネット配信スペース「ごたんのスタジオ」開設。[2]
- 2018年（平成30年）
  - 時期不明 - コミュニティFM「あだちFM」の開局を目指していたが断念した。[3]
- 2019年（令和元年）
  - 8月1日 - ミニFM放送局「ごたんのラジオ」を開局。[4]